# Établissements sanitaires en Tunisie
Les établissements sanitaires en Tunisie sont une composante importante de l'offre de soin qui peut être définie comme l'ensemble des infrastructures, des ressources et des activités mobilisées pour fournir des prestations de soin et de service répondant aux besoins de la population.
Les principes régissant l'offre de soin sont l'équité, l'intégration et la coordination.
L'offre de soin, contrôlée et supervisée par le ministère de la Santé, doit être répartie sur l'ensemble du territoire national d'une manière équilibrée et équitable. Le secteur public et le secteur privé doivent être organisés en synergie pour répondre efficacement aux besoins de santé par une offre de soin et de services complémentaires, intégrés et coordonnés.

## Organisation
L'organisation des établissements sanitaires en Tunisie responsables de l'offre de soin se repartit en trois secteurs et trois niveaux.

### Secteur public
- Premier niveau (circonscription) :
  - Hôpitaux de circonscription ;
  - Centres de santé de base[2].
- Deuxième niveau (régional) :
  - Hôpitaux régionaux ;
  - Délégations régionales de l'Office national de la famille et de la population ;
  - Centres régionaux de médecine scolaire et universitaire.
- Troisième niveau (universitaire) :
  - Hôpitaux, instituts, centres spécialisés à vocation universitaire.

### Secteur parapublic
- Hôpitaux et structures du ministère de la Défense ;
- Hôpital et structures du ministère de l'Intérieur ;
- Polycliniques de la Caisse nationale de sécurité sociale (CNSS) ;
- Groupements de médecine du travail.

### Secteur privé
- Cliniques privées ;
- Cabinets privés ;
- Cabinets d'imagerie médicale et de radiologie ;
- Centres d'hémodialyse ;
- Laboratoires d'analyse médicale ;
- Cabinets et centres paramédicaux ;
- Laboratoires d'anatomie et cytologie pathologiques[3].

## Statistiques
| Catégorie d'établissement                                   | Entités en 2008 | Entités en 2015 | Lits    |
| ----------------------------------------------------------- | --------------- | --------------- | ------- |
| Secteur public                                              | 174             | 216             | 16 682  |
| CHU                                                         | 22              | 35              | 8 590   |
| Hôpitaux régionaux                                          | 34              | 32              | 5 479   |
| Hôpitaux de circonscription                                 | 118             | 108             | 2 613   |
| Centres de santé de base                                    | 2 067           | 2 123           | -       |
| Autres (hôpitaux militaires et polycliniques CNSS)          | 9               | -               | -       |
| Secteur privé                                               | 1 801           | 2 653           | 156 287 |
| Cliniques                                                   | 99              | 91              | 2 578   |
| Centres de dialyse                                          | 105             | 111             | 1 058   |
| Cabinets médicaux                                           | 5 732           | -               | -       |
| Cabinets dentaires                                          | 1 808           | -               | -       |
| Officines                                                   | 1 808           | 2 006           | -       |
| Laboratoires                                                | 222             | 445             | -       |
| Radiodiagnostic                                             | 138             | -               | -       |
| Source : Système de santé tunisien et Ministère de la Santé |                 |                 |         |

## Missions
- Soin ;
- Prévention ;
- Enseignement et formation professionnelle (surtout les CHU) ;
- Recherche scientifique et médicale.

## Répartitions

### Hôpitaux
- Hôpital d'enfants Béchir-Hamza ;
- Hôpital Habib-Thameur de Tunis ;
- Hôpital Abderrahmen-Mami de pneumo-phtisiologie ;
- Hôpital Razi de La Manouba ;
- Complexe sanitaire de Djebel Ouest[7].

### Établissements publics à vocation universitaire
- Hôpital Farhat-Hached de Sousse ;
- Hôpital Sahloul de Sousse ;
- Hôpital La Rabta de Tunis ;
- Hôpital Habib-Bourguiba de Sfax ;
- Hôpital Hédi-Chaker de Sfax ;
- Hôpital Fattouma-Bourguiba de Monastir ;
- Hôpital Tahar-Sfar de Mahdia ;
- Clinique hospitalo-universitaire d'odontologie de Monastir ;
- Hôpital Charles-Nicolle de Tunis ;
- Hôpital Mongi-Slim de La Marsa ;
- Hôpital militaire de Tunis ;
- CHU Taher-Maamouri de Nabeul[8] ;
- CHU de Bizerte[8] ;
- Hôpital Aziza Othmana.

### Hôpitaux et institutions des ministères de la Défense et de l'Intérieur
- Hôpital militaire de Bizerte ;
- Hôpital militaire de Gabès ;
- Hôpital militaire de Tunis ;
- Polyclinique militaire régionale de Kairouan ;
- Centre d'expertise de médecine aéronautique ;
- Centre militaire de transfusion sanguine ;
- Hôpital des forces de sécurité intérieure de La Marsa ;
- Clinique militaire multidisciplinaire de Tataouine ;
- Clinique militaire multidisciplinaire du Kef.

### Instituts et centres medicaux spécialisés
- Institut Hédi-Raïs d'ophtalmologie de Tunis ;
- Institut Mohamed-Kassab d'orthopédie ;
- Institut national de neurologie Mongi-Ben Hamida ;
- Institut national de nutrition et de technologie alimentaire ;
- Institut Pasteur ;
- Institut Salah-Azaïz ;
- Centre de maternité et de néonatologie de Tunis ;
- Centre national de greffe de la moelle osseuse ;
- Centre national de pharmacovigilance ;
- Centre national pour la promotion de la transplantation d’organes ;
- Clinique hospitalo-universitaire d'odontologie de Monastir ;
- Centre de traumatologie et des grands brûlés.

### Hôpitaux historiques
- Hôpital israélite de Tunis ;
- Hôpital Saint-Louis de Tunis[2].

### Centre de simulation médicale
- Medical Simulation Center de Tunis